# Whitworth (Lancashire)
Pour les articles homonymes, voir Whitworth.
Whitworth est une ville et une paroisse civile du Lancashire, en Angleterre.